# Chief Miko
 (décembre 2023).

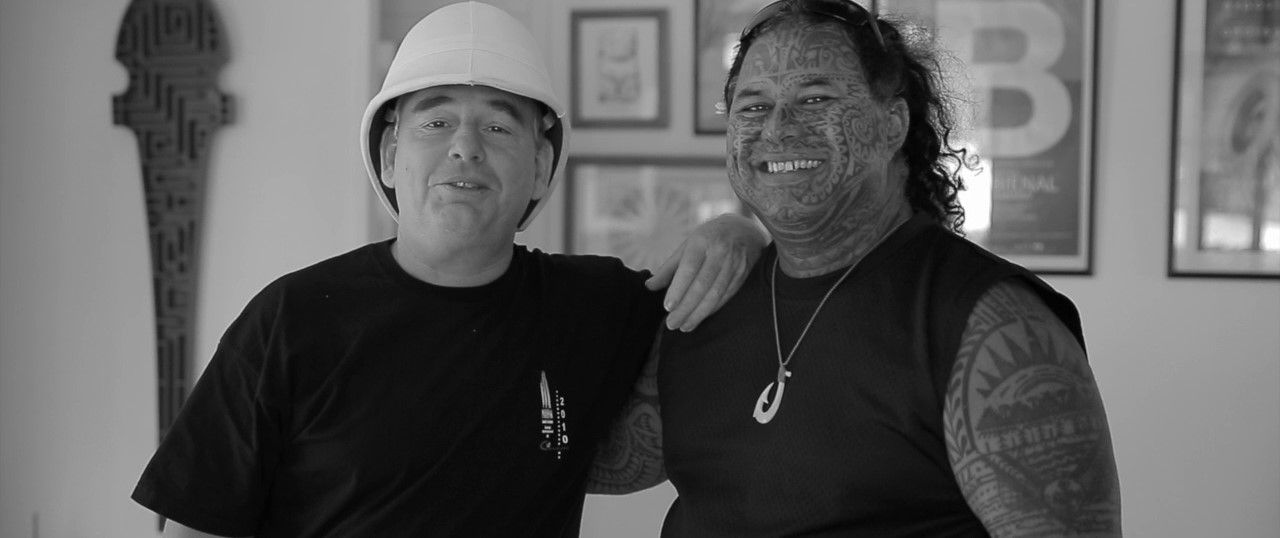
Andreas Dettloff et Chief Miko dans le documentaire Miko le chef voyant

Michel Pouira Krainer dit Chief Miko est un orateur, sculpteur, navigateur traditionnel, musicien, danseur, chanteur, chef coutumier et activiste né le 3 avril 1959 à Papeete. Il a joué un rôle majeur dans le renouveau culturel polynésien, particulièrement dans la renaissance des tatouages polynésiens.

## Biographie

### Origines
Son grand-père adopte le jeune Michel le jour de sa naissance. Il passe une enfance heureuse à Arue, entre la montagne et le lagon. Bon élève, le jeune Michel aime raconter qu'il est le seul de sa classe à avoir obtenu son certificat d’études.

### Sculpture
Depuis son plus jeune âge son oncle le sculpteur Vaiere Mara a formé le jeune Michel à la recherche de matières à travailler, ainsi qu'à la taille du bois à l'aide d'une gouge et d'un maillet. En 1972 il rejoint la troupe de danse de Arue, Fetia, plus tard rebaptisée Ahutoru Nui en 1989. Il a douze ans et le raatira (chef de troupe) Teipo Temaiana profite de ses connaissances pour lui faire réaliser des instruments pour le collectif.

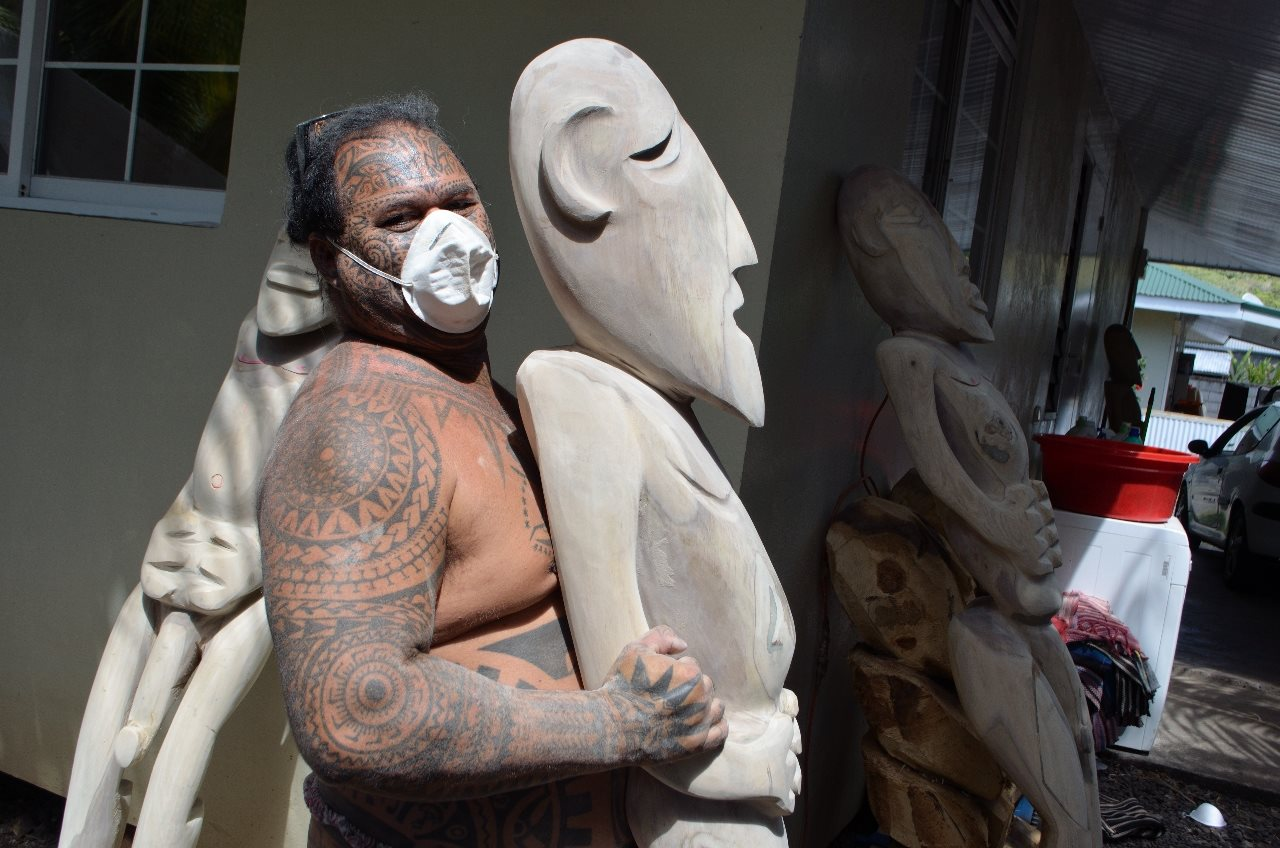
Chief Miko et ses tikis tahitiens dans son atelier de Pirae

### Navigation traditionnelle
À cette époque, on rapporte à Michel que son père fabrique des pirogues à Honolulu, et il entreprend d’aller l'y retrouver. Après un an consacré à l'apprentissage de la langue, il rentre au lycée de Oahu. Il est adopté par une famille d'artistes de Waikiki. Membre fondateur de la Polynesian voyaging society, le père, Billy Richmond, travaille alors sur le chantier de la pirogue Hokule'a.
Après le baccalauréat, Michel obtient son diplôme d'arboriste. Il crée une entreprise d'élagage, Genesis tahitian tree service. Ayant décroché de gros contrats en Californie il emploie bientôt une douzaine de personnes. En 1990 le jeune Michel Pouira Kreiner devient millionnaire en dollars. Il organise alors de grandes fêtes polynésiennes. En 1992 Michel Pouira Kreiner prend part à la création de l'organisation Nā Kalai Waʻa Moku o Hawaiʻi. À partir de 1994 ils entament un ambitieux chantier : une pirogue traditionnelle de plus de 16 mètres, Makali'i.  Le chantier se termine par une navigation de trois mois pour l'île de Mau Piailug, Satawal. Seul polynésien à bord d'un équipage constitué de micronésiens, Michel Pouira Kreiner poursuit le voyage durant plusieurs mois et visite les recoins de cet archipel inaccessible.
En 1999 de retour à Oahu Michel accueille la pirogue Te Aurere. Il rencontre alors le tatoueur traditionnel Purotu, membre de l'équipage, et entreprend de se faire tatouer tout le corps à l'ancienne, à l'aide de peignes. Il décide alors de se rebaptiser Chief Miko. Il laisse la gérance de son entreprise à ses fils et se lance à corps perdu dans ce qu'il perçoit comme une mission ; le sauvegarde et la promotion de sa culture ancestrale, qu'il considère comme un patrimoine en voie d'extinction.
L'organisation Nā Kalai Waʻa Moku o Hawaiʻi s'engage alors à offrir une pirogue traditionnelle à Mau Piailug, pour le remercier de l'aide qu'il a apporté aux nombreuses navigations à bord de la pirogue Hokule'a. Chief Miko participe au chantier de ce projet baptisé Alingano Maisu. D'après les indications de Mau Piailug, il orne la proue de la pirogue d'une sculpture d'albatros, symbole du lien qui unit les peuples du Pacifique. La pirogue est offerte à Mau Piailug lors du voyage de Hōkūleʻa de 2007 "Kū Holo Mau". Miko gouverne lui-même la pirogue jusqu'à l'île de Satawal, où le 18 mars 2007, Mau Piailug préside une cérémonie traditionnelle Pwo pour les navigateurs. Ce qui n'avait plus eu lieu depuis 56 ans.  Cinq hawaïens et onze autres personnes sont intronisés maîtres navigateurs, dont le fils de Mau, Sesario Sewraluractuel capitaine de le pirogue Alingano Maisu.

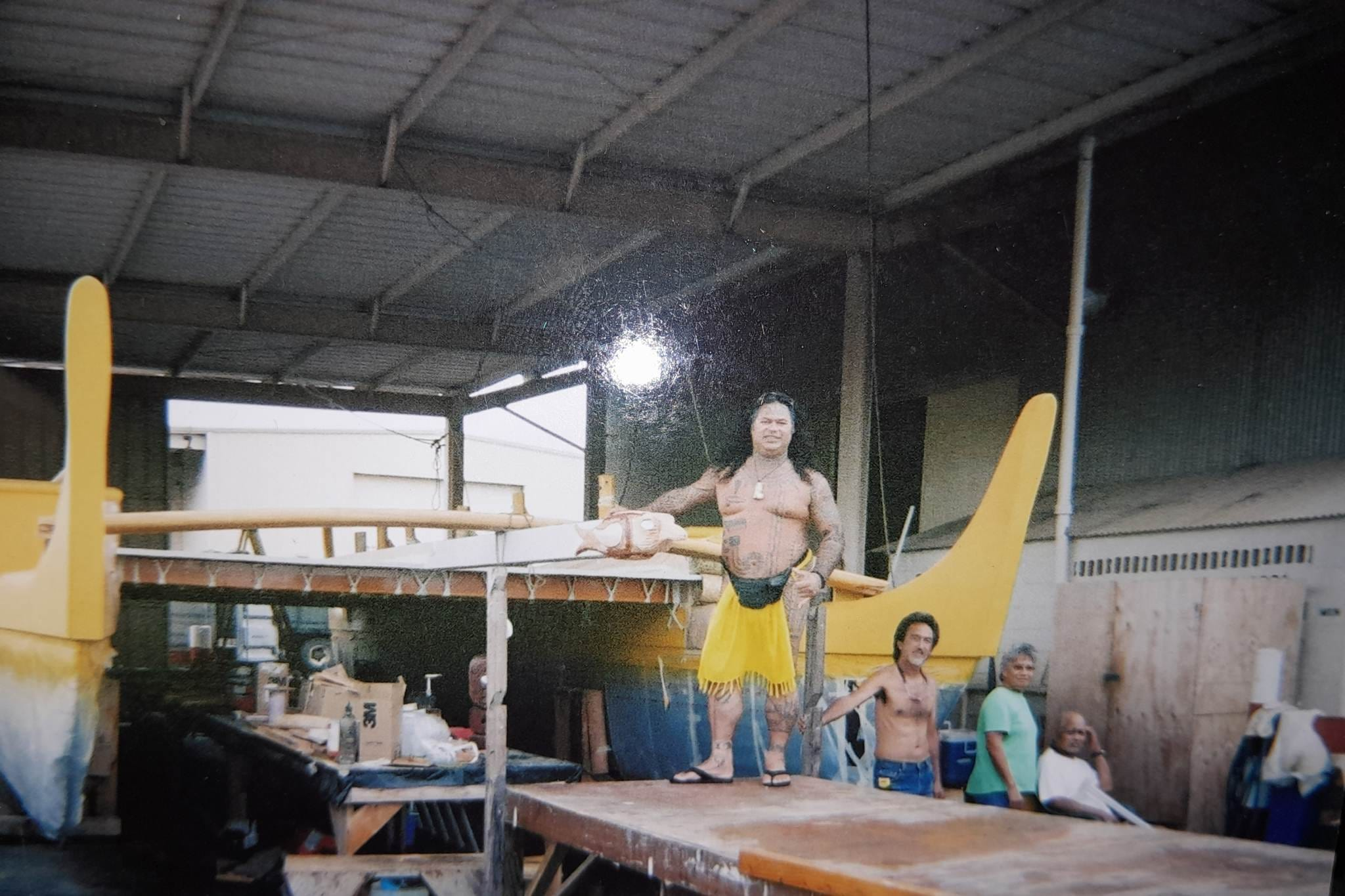
Chef Miko sur le chantier de la pirogue Alingano Maisu en 2006

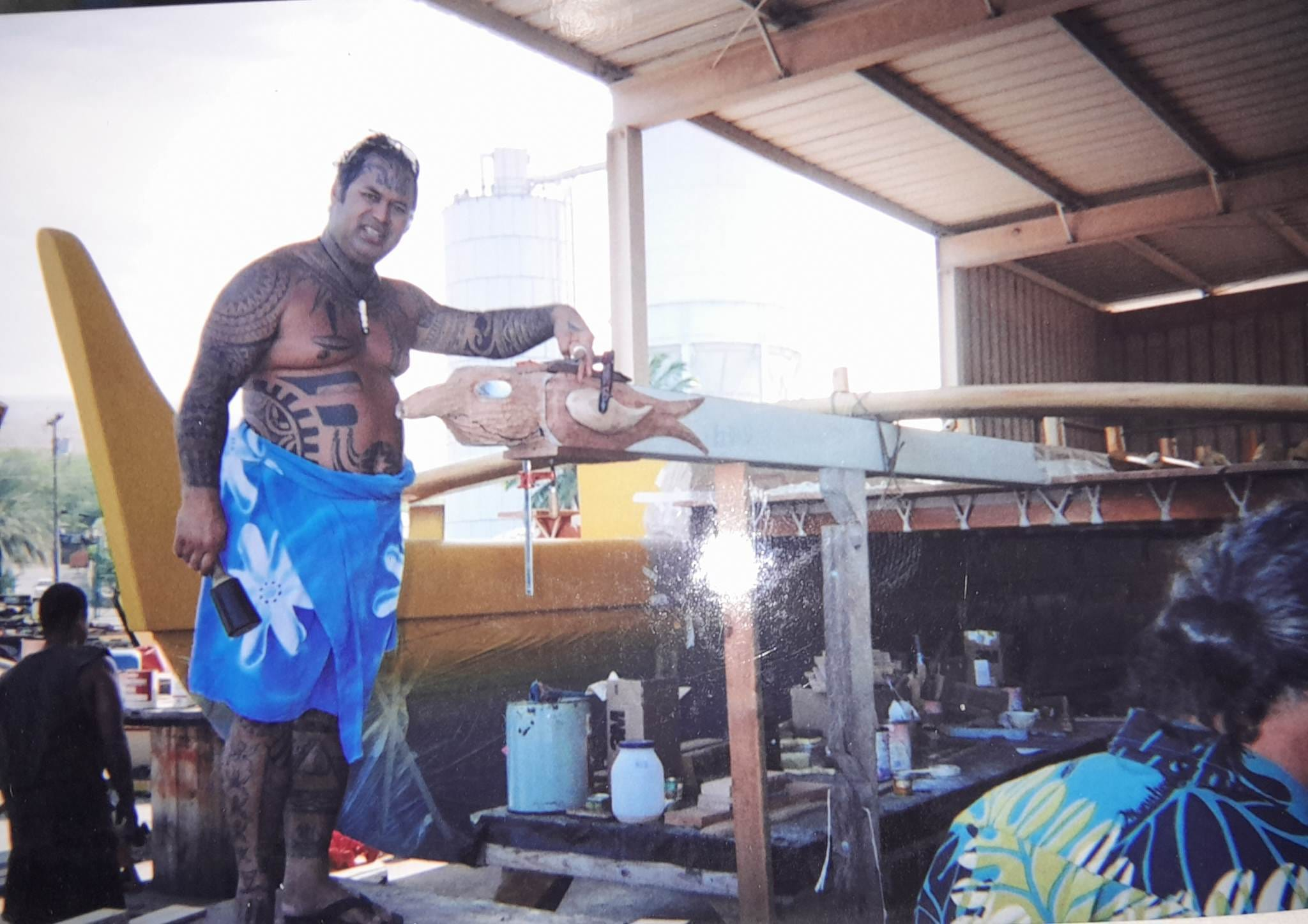
Chief Miko et l'albatros sculpté à la proue de la pirogue Alingano Maisu

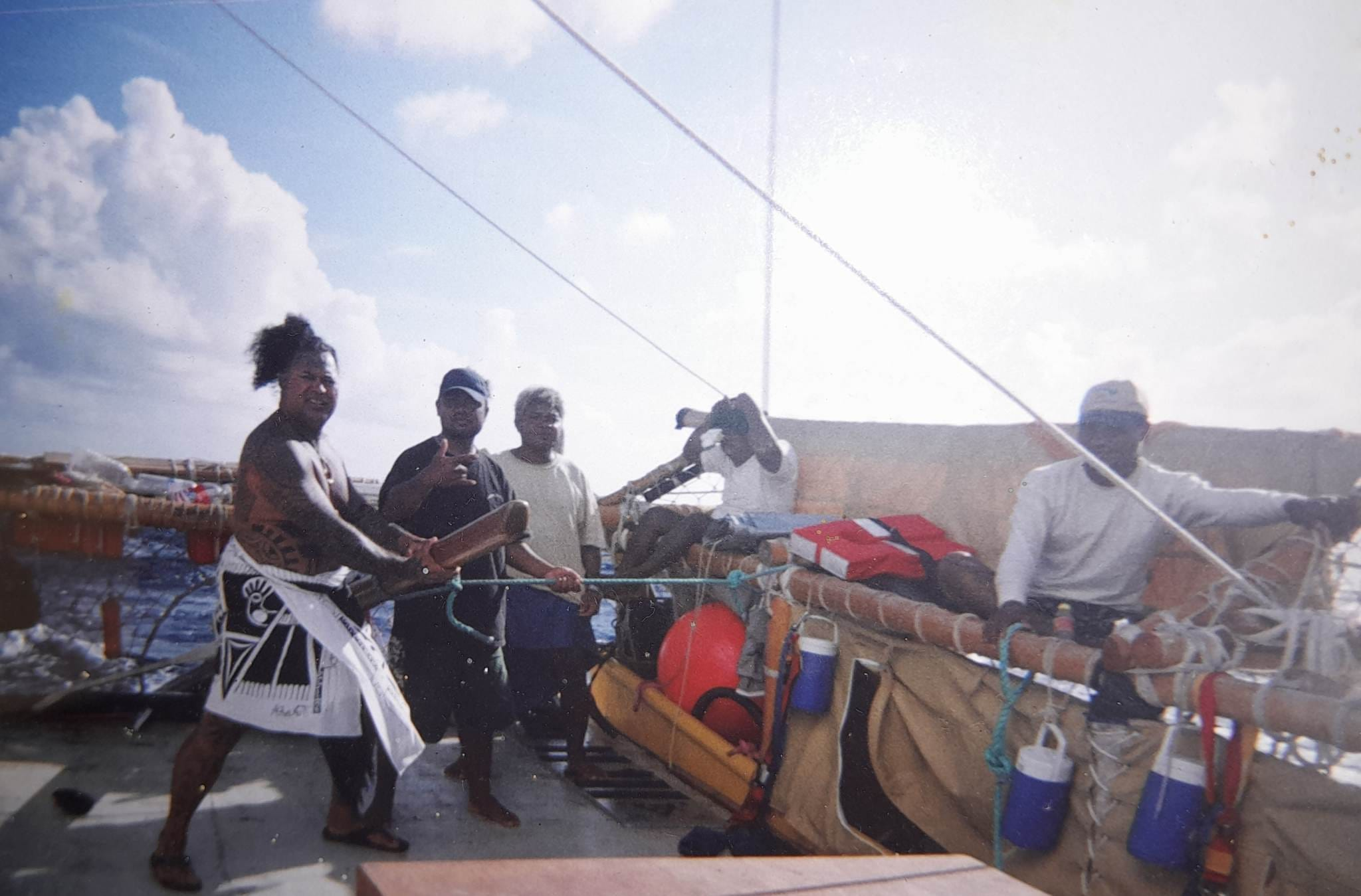
Chief Miko tient la barre de la pirogue Alingano Maisu lors d'une navigation entre Palau et Yap

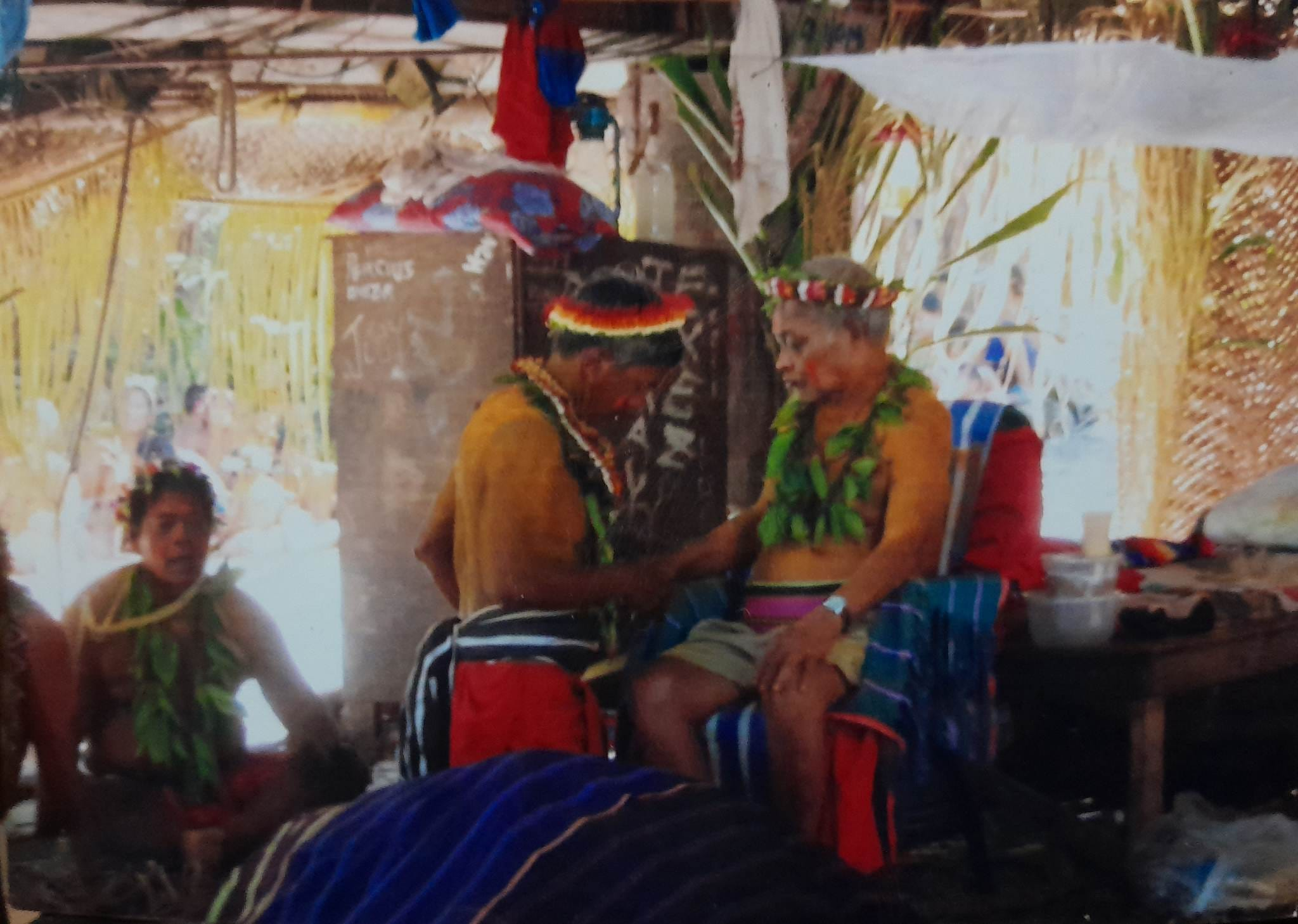
Mau Piailug durant la cérémonie pwo à Satawal

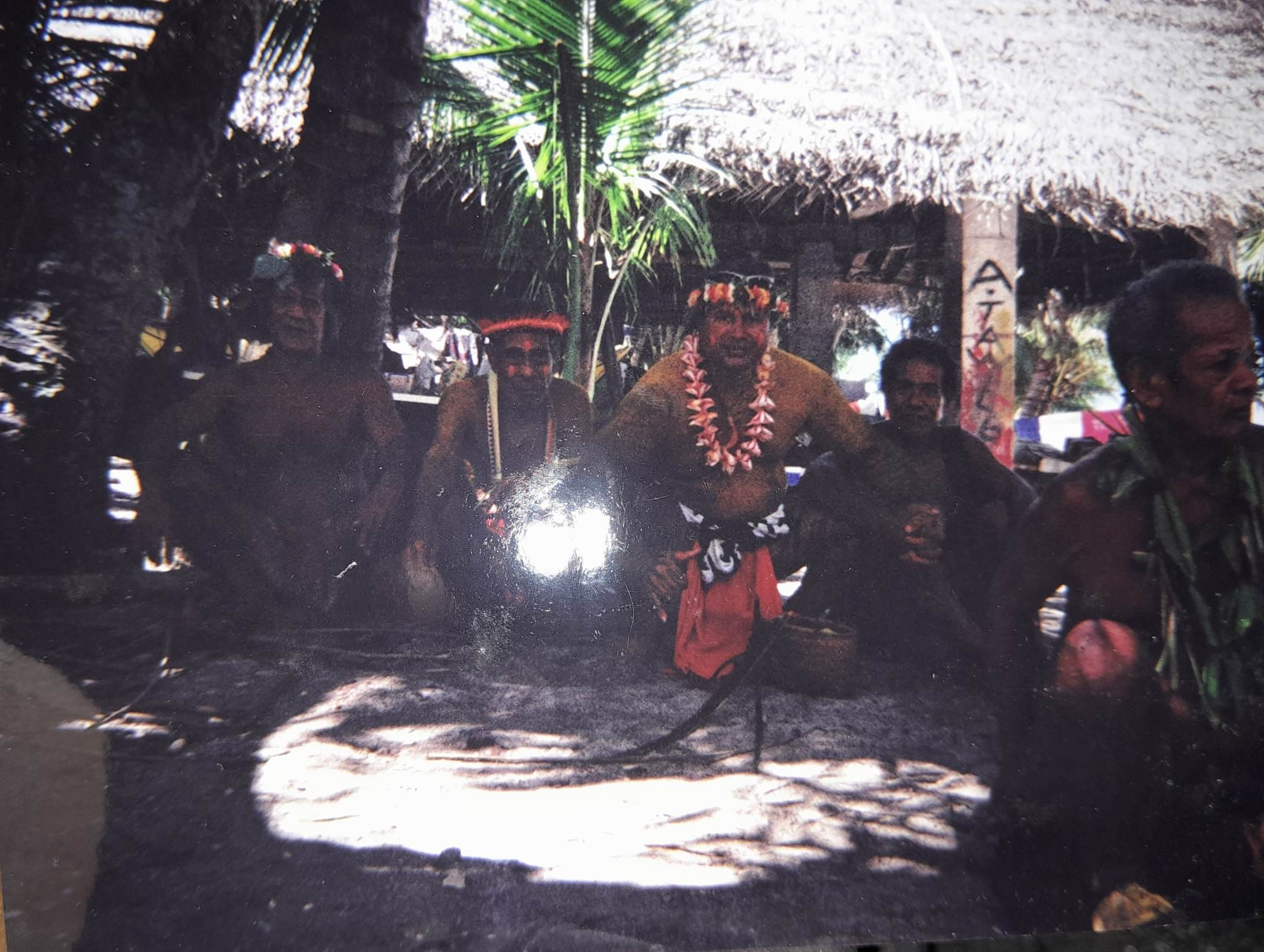
Chief Miko entouré de navigateurs micronésiens lors de la cérémonie Pwo de Stawal

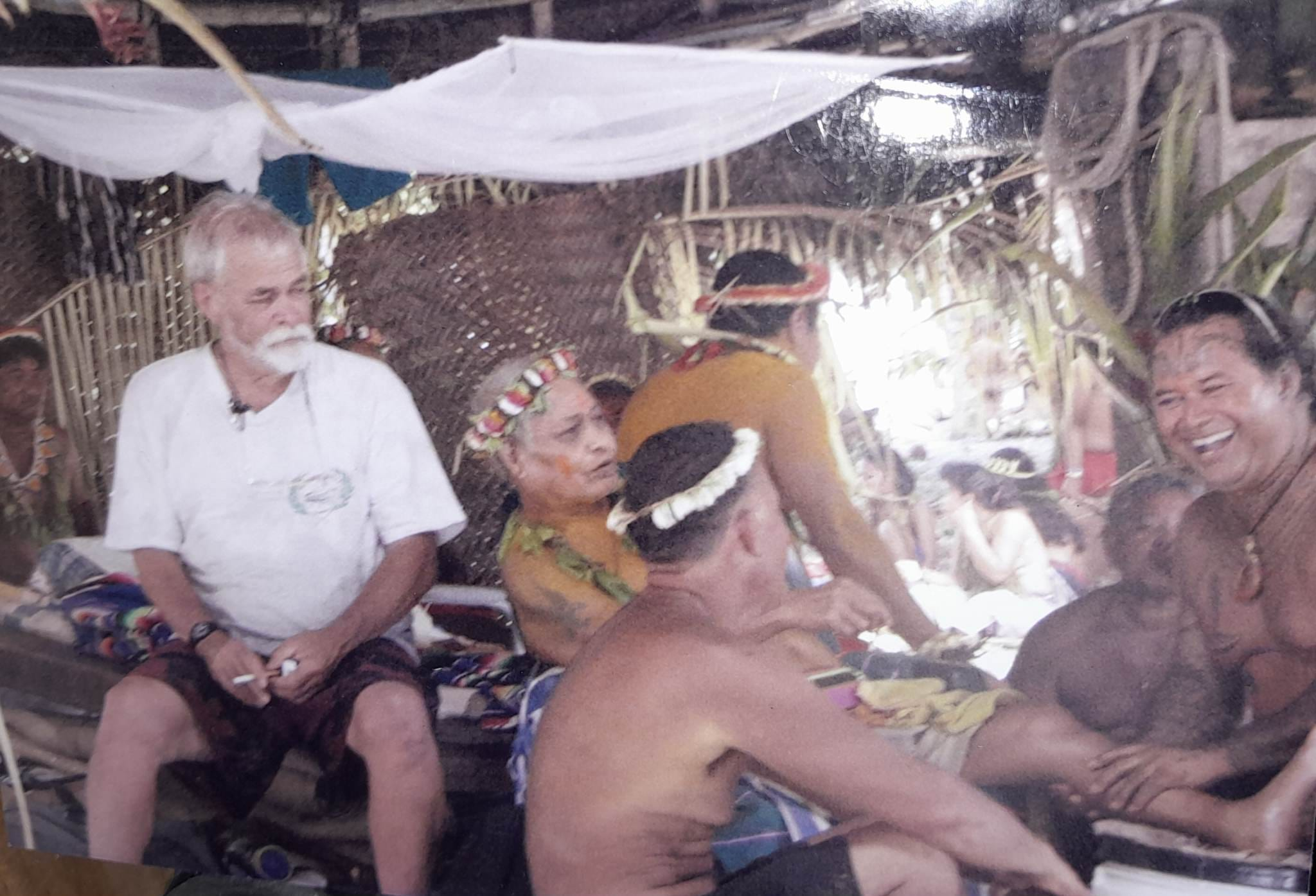
Chief Miko masse les pieds de Mau Pailug

### Retour à Tahiti
Chief Miko est de retour à Tahiti en 2008, après plus de 25 ans passés à Hawaï. Il devient raatira (meneur) des orero (orateurs) de la troupe Heikura Nui. Avec Heikura Nui, ils remportent deux grands prix au Heiva i Tahiti.  Sans titre de propriété écrit, il fait le choix de s'installer sur la terre de ses ancêtres paternels à Arue, dans une maison traditionnelle en bambous avec un grand potager. Il y sculpte le bois et confectionne des médicaments tahitiens avec les plantes médicinales qu'il cultive. Le 24 juin 2013 le tribunal de Papeete ordonne son expulsion. Chief Miko doit alors s’installer dans une maison moderne. C'est là qu'il se lance le défi de réaliser de grands tiki tahitiens en bois pour le marché chinois.

### Centre de création Contemporaine Teroronui de Papeete
En 2014 Miko intègre le collectif CCCTP, Centre de Création Contemporaine Teroronui de Papeete, un collectif transdisciplinaire présidé par Jonathan Bougard, dont l’objectif était d’œuvrer à la pérennisation des cultures locales tout en soutenant la relation avec les moyens de communication modernes. Au sein de ce collectif Miko retrouve des artistes tels que Max Tohitika, Julien Magre, Massimo Colombini, Moana Heitaa et les sculpteurs Pitore et Teva Victor. Ils exposent à la maison de la Culture de Tahiti, Te Fare Tauhiti Nui, puis à l'Université de la Polynésie française. D'après un texte de Jean-Louis Poitevin, «Le CCTP entendait « conférer au désir d’image une place centrale dans la vie culturelle et sociale de Tahiti. (…) De la tradition à la diffusion de cette tradition, du tatouage au peigne aux nouvelles technologies, cette exposition questionne et apporte ses réponses, définit ce qu’est être un artiste aujourd’hui à Tahiti et fait la part belle autant aux artistes polynésiens qu’aux regards décalés.» Au-delà de l’exposition de peintures, de sculptures, d’encres de Chine, des happenings et des créations en direct sont organisés : Chief Miko sculpte en direct à la tronçonneuse, puis des séances de tatouage traditionnel au peigne, un séminaire autour de ces aspects suivent.

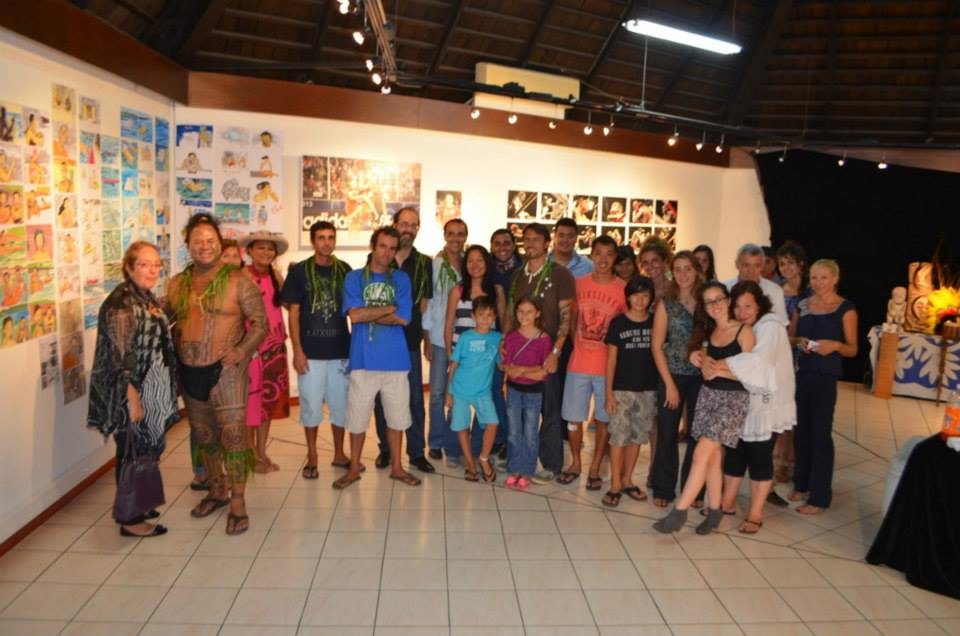
L'exposition du CCCTP à la maison de la culture de Tahiti en 2014

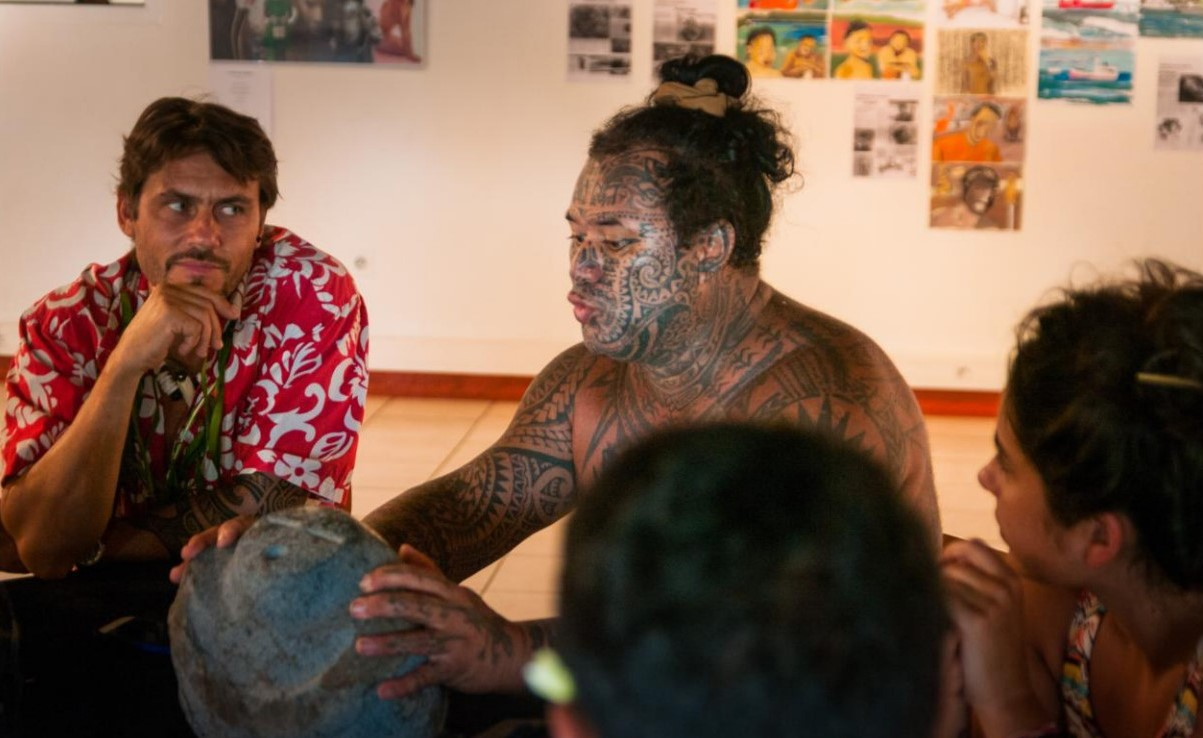
Chief Miko et Teva Victor en 2014

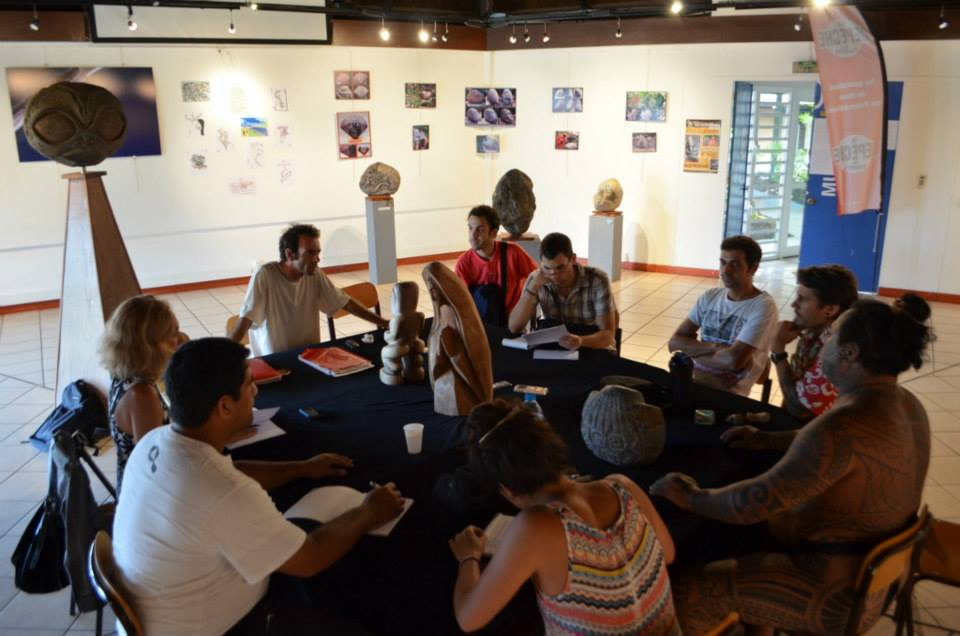
Une réunion du CCCTP

### Polynesian Kingdom of Atooi
Mais Chief Miko est trop à l'étroit dans ce cadre institutionnel. Au sein du Polynesian Kingdom of Atooi gouverné par le roi Aleka il se transforme en véritable activiste, et entre en conflit ouvert avec les autorités locales et françaises. Il fait les gros titres de l'actualité polynésienne pour ses actions d'éclat comme l'occupation et la revendication de la propriété du marae Arahurahu de Paea, et s'attire l'animosité d'une partie de la population polynésienne, qui ne souhaite pas revenir aux temps des ancêtres.

## Vidéographie
Chief Miko est très présent dans le documentaire Tatau, la culture d'un art, réalisé en 2014 par Jean-Philippe Joaquim. Prix du SCAN en 2015 au Festival International du Film Documentaire Océanien (FIFO).
En 2017 Chief Miko est le sujet d'un film documentaire coréalisé par Jonathan Bougard et Jean-Philippe Joaquim, Miko, le chef voyant. Produit par Emotion films et diffusé sur TNTV, ce film a été sélectionné au FIFIG - Festival International du Film Insulaire de Groix • Île de Groix (France) en 2017. On peut y voir Chief Miko pratiquer son art oratoire hérité de Te Arapo puis échanger avec l'artiste allemand Andreas Dettloff. On l'y voit également chanter accompagné au ukulele par son ami d'enfance Michel Mara, fils ainé du sculpteur Vaiere Mara.